# Rokovnjaška planinska pot
Rokovnjaška planinska pot je speljana po mejah občine Lukovica. Pot je dolga 60 km in ima 13 kontrolnih točk. Ime je dobila po rokovnjačih, ki so nekoč živeli po hribih v Črnem grabnu in okolici. Najvišji vrh na poti ter tudi najvišji vrh Krajevne skupnosti Blagovica in občine Lukovica, je Špilk 957 m.
Pot urejajo markacisti Planinskega društva Blagovica.